# Organe axillaire
L'organe axillaire (cavum axillae) est un organe glandulaire présent chez l'humain au niveau de l'aisselle.

Chez les autres mammifères, il n'est connu que chez quelques espèces de singes, tous africains.

Chez l'être humain, en lien avec la microflore de la peau humaine, il contribue à l'odeur corporelle qui joue un rôle dans la communication non verbale et peut-être phéromonale.

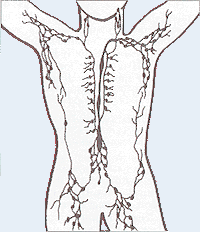
Réseau lymphatique et ganglions lymphatiques.

Des organes glandulaires anatomiquement différents mais histologiquement plus ou moins proches semblent exister chez d'autres singes (sur la tête ou le thorax, ou dans le creux des coudes), mais leur fonction n'est pas clairement comprise et semble avoir été peu étudiée.
En botanique, axillaire qualifie un bourgeon ou une fleur situé à l'aisselle du pétiole d'une feuille ou d'un rameau.

## Physiologie
Les mammifères disposent de deux types de glandes sudoripares :
1. les glandes eccrines, très nombreuses et réparties sur presque tout le corps, dont le conduit excréteur débouche à la surface de la peau (et qui produisent les gouttes de transpiration) ;
2. les glandes apocrines dont le conduit excréteur débouche presque toujours à la base d'un follicule pileux en donnant l'impression de « mouiller » le poil. Chez l'être humain, ces glandes sont principalement rassemblées sous les aisselles (dans l'organe axiliaire). On les trouve aussi dans la peau du scrotum[2], sur le prépuce et les petites lèvres, sur le pubis, autour de l'anus, autour des mamelons et près des glandes cérumineuses du conduit auditif externe et les glandes ciliaires de marges palpébrales[3]. Elles sont plus grosses que les glandes eccrines et sont contrôlées par le système nerveux sympathique[3].

L'organe axillaire est chez l'humain (et quelques singes africains) essentiellement composé de glandes apocrines densément disposées au niveau de l'aisselle.

Cet organe sécrète un liquide fluide, incolore, parfois légèrement pigmenté.
L'organe axillaire se développe « silencieusement » durant l'enfance, en restant inactif avant la puberté.

Il entre alors en fonction (au moment de la pousse des poils) et à partir de ce moment, il sera actif toute la vie.
Cet organe abrité au creux de l'aisselle est entouré d'une chaine de ganglions lymphatiques, proche de l'artère axillaire, de la veine axillaire, et du nerf axillaire, mais les liens éventuels ou probables entre ces différents organes ne semblent pas avoir été explorés.

## Chez les primates non humains
Un organe axillaire qui semble similaire à celui de l'humain existe chez les singes africains anthropoïdes (gorilles, chimpanzés) et dans une moindre mesure chez l'orang-outan, mais n'a pas été trouvé chez aucun des autres primates. Par ailleurs, tous les primates ont de nombreuses glandes apocrines présentes de manière diffuse dans la peau velue (ou nue chez l'humain), mais selon W. Montagna toujours, seuls l'humain, le chimpanzé et le gorille disposent d'un organe axillaire au niveau de l'aisselle, et c'est chez l'humain qu'il serait le plus développé.

## Fonctions
Elles sont notamment étudiées dans le domaine de la psychoendocrinologie, des relations interhumaines et de la sexualité.
Aussi développé chez le mâle que la femelle, cet organe n'est pas considéré à ce jour chez l'être humain comme un caractère sexuel direct, mais il semble pouvoir jouer un rôle dans la communication non verbale. Cet « organe » produit des sécrétions riches en composés stéroïdiens liés au sexe et - au moins chez les singes - au statut sexuel de l'individu dans le groupe.

Il pourrait jouer un rôle phéromonal, qui est discuté en raison du caractère très relictuel de l'organe voméro-nasal chez l'être humain (cet organe chez la plupart des autres mammifères est celui qui « reconnait » les phéromones), mais il semble que le système olfactif humain puisse compenser ce caractère relictuel.
Une hypothèse est qu'avec le développement d'un mode de vie grégaire, la reconnaissance par le cerveau des messages odorants de l'œstrus a été bloquée, pour protéger le lien entre les parents qui était nécessaire pour assurer la meilleure survie des petits qui nécessitent plus de soins et des soins plus longs que chez d'autres espèces. L'organe axillaire aurait dans ce contexte acquis une fonction nouvelle : fournir une stimulation stimulant le renforcement du couple, en perdant son ancien rôle qui aurait pu être d'envoyer des messages de l'individualité.
Le caractère « fermé » et fortement pileux de l'aisselle, associé à la sudation, pourrait contribuer à la fonction de cet organe en jouant un rôle de « diffuseur phéromonal » et de communication non verbale mère-enfant (l'enfant discrimine l'odeur des aisselles de sa mère, parmi d'autres).
Selon une étude publiée en 1999, respirer des odeurs axillaires (d'une personne qui n'a pas utilisé de parfum, de déodorant et qui ne s'est pas lavée récemment avec un savon ou autre détergent) peut avoir un effet positif quasi immédiat (mesurable après deux minutes) en termes de changement d'humeur chez la personne qui les respire. Cette étude a utilisé un échantillon de 6 groupes d'odeurs respectivement recueillies sous les aisselles de filles et garçons prépubères, de femmes et d'hommes adultes et de femmes et d'hommes âgés. Ils ont été comparés avec un échantillon d'odeurs domestiques récoltées dans les maisons des donneurs. Trois cent huit « observateurs d'odeur » ont été invités à respirer tous ces échantillons et à les décrire en fonction de leur douceur, de leur l'intensité, de leur caractère plus ou moins masculin, et de l'âge supposé des donateurs (entre autres qualités). Lors d'un second exercice, bien distinct du premier, ces mêmes observateurs ont été invités à décrire leur humeur du moment (état plutôt dépressif, plutôt hostile ou bonne humeur). Ils l'ont fait deux fois, une fois en début de test, et une seconde fois, quelques minutes après avoir humé l'un des sept groupes d'odeurs. Les expérimentateurs ont alors constaté que l'exposition aux odeurs d'aisselles, en moins de 2 minutes a conduit à des changements importants, rapides ou petits chez les observateurs d'humeur dépressive. Ces changements d'humeur n'étaient pas liés à la perception jugée agréable ou non de l'odeur ; et les odeurs perçues comme désagréables et intenses se sont montrées tout aussi susceptibles de soulager une humeur dépressive que les odeurs jugées agréables par la personne qui les a respirées. D'autres travaux ont laissé supposer un lien entre odeur corporelle et dépression ou expérience de différenciation du genre à l'adolescence.

## Autres organes similaires chez d'autres primates?
Tous les primates ont de nombreuses glandes apocrines dans la peau velue, mais selon W. Montagna, seuls l'humain, le chimpanzé et le gorille disposent d'un organe axillaire au niveau de l'aisselle (notamment responsable de la touffe de poils que l'évolution a conservée chez l'humain, comme sur le pubis).
Chez certaines espèces de primates, cet organe glandulaire pourrait avoir évolué différemment.

Par exemple si le macaque ours (Macaca speciosa maintenant nommé Macaca arctoides) ressemble fortement au singe rhésus, sa peau présente des caractéristiques uniques ; son épiderme contient peu de mélanocytes actifs. Le derme est peu pigmenté et il est plus riche en fibres élastiques. De plus la peau contient un nombre de glandes sudoripares (eccrines et apocrines) inhabituellement élevé chez les singes, notamment au niveau du front et du cuir chevelu, au point d'évoquer l'organe axillaire des Hominoidea. Les glandes sébacées très grandes du front, du visage et du cuir chevelu chauve (chez l'adulte, sur la partie antérieure) ressemblent à celles de l'humain. Chez cette espèce, les femelles, à la différence de ce qu'on observe chez la plupart des autres espèces de macaques, n'ont pas de gonflement de la zone uro-génitale lors de leur œstrus, que les mâles repèrent pourtant très bien, probablement via des phéromones. Par ailleurs, le petit qui naît presque nu et avec une pilosité très claire émet une forte odeur musquée, et curieusement, chez les animaux captifs, aucune trace de saisonnalité dans la reproduction n'a pu être décelée.